# Courcelles-sur-Vesle
Courcelles-sur-Vesle es una comuna francesa, situada en el departamento de Aisne, de la región de Alta Francia.

## Demografía
| 227                                                                           | 260 | 227 | 222 | 270 | 295 | 324 | 361 | 349 |
| (Fuente: INSEE-fr, https://www.goodcity.fr/villes/courcelles-sur-vesle-02220) |     |     |     |     |     |     |     |     |